# Fernando Alfonso de Sousa de Portugal Godeau
Fernando Alfonso de Sousa de Portugal Godeau (Burgos, 25 de julio de 1809–Biarritz, 28 de noviembre de 1891), XIII marqués de Guadalcázar y de la Mejorada del Campo, XIII conde de los Arenales, grande de España, caballero de la Orden de Carlos III, fue un noble y político español, senador real vitalicio y rico propietario. Fue, además, gentilhombre de cámara de S.M. Alfonso XII de España.

## Biografía
Nacido en Burgos (España) el 25 de julio de 1809, fue hijo en segundas nupcias de Rafael Alfonso de Sousa de Portugal y Sousa de Portugal y en primeras nupcias de María Margarita Ernestina Godeau d'Entraigues, marqueses de Guadalcázar. Heredó los títulos de marqués de Guadalcázar y Mejorada del Campo de su hermano Isidro Alfonso, fallecido en 1870.  De estado civil soltero, murió en Biarritz en 1891, a los 82 años de edad.

## Senador del reino
De acuerdo con la Constitución de 1876, superado el Sexenio revolucionario y de vuelta al sistema bicameral, Fernando Alfonso de Sousa fue senador por derecho propio como grande de España entre 1877 y 1891. Para ello certificó rentas superiores a 60.000 pesetas anuales, lo que hizo junto a otros 25 Grandes de España en 1877.